# Euproctis endoplagia
Euproctis endoplagia är en fjärilsart som beskrevs av George Francis Hampson 1897. Euproctis endoplagia ingår i släktet Euproctis och familjen tofsspinnare. Inga underarter finns listade i Catalogue of Life.